# Хшановські
Хжановські  (пол. Chrzanowski) — польський шляхетський рід.

## гербу Кораб
Представлений у Варшавській землі.
- Єнджей
- Станіслав

## гербу Новина
Представлений в Люблінському та Берестейському воєводствах.
- Зиґмунт Бенедикт — чесник і судовий підстароста Берестейського воєводства, ревятицький староста 1711 року

## гербу Порай
Представлений в Сандомирському воєводстві.

### Особи
- Ян — абат у Вонґровці, королівський секретар
- Домінік — холмський канонік РКЦ, депутат Коронного трибуналу 1693
- Ян Самуель — нобілітований 1676 року